# Expédition au Groenland de Nansen

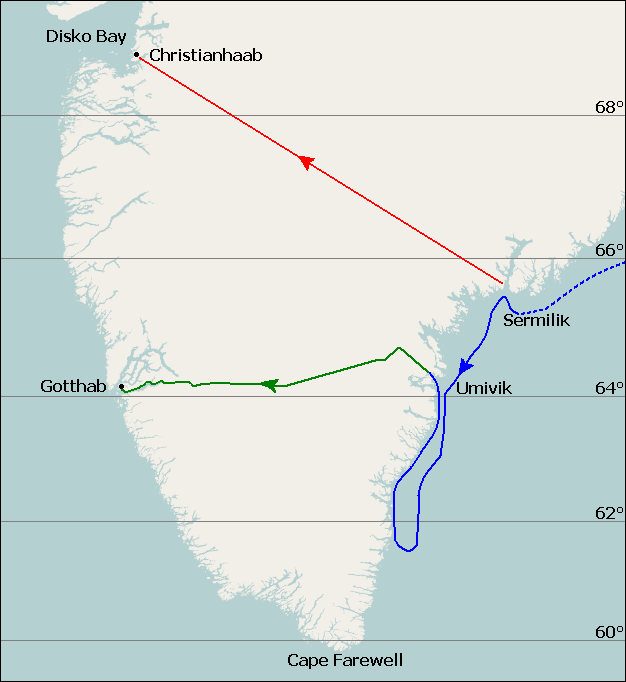
Carte de l'expédition.

L'expédition au Groenland de Nansen est, en 1888-1889, la première traversée réussie de la calotte glaciaire du Groenland.
Menée par Fridtjof Nansen, l'expédition livre un vaste ensemble de données météorologiques, des informations sur la géographie physique et de riches observations ethnographiques. Le succès de l'expédition contribue à la montée de l'identité nationale norvégienne et ouvre la porte à un certain nombre de voyages réussis dans les hautes latitudes des hémisphères nord et sud.
Les méthodes testées par l'expédition sont devenues la base de l'expédition Fram en 1895-1896.
Le récit de cette expédition est raconté dans le livre "À travers le Groenland", écrit par Nansen lui-même, et traduit en français. 